# Новотроїцьк (Сорокинський район)
Новотро́їцьк (рос. Новотроицк) — присілок у складі Сорокинського району Тюменської області, Росія.
Населення — 81 особа (2010, 111 у 2002).
Національний склад станом на 2002 рік:
- росіяни — 89 %